# Abbiategrasso
Abbiategrasso je obec v Lombardii v Itálii, součást metropolitního města Milána. K roku 2019 v ní žilo přes dvaatřicet tisíc obyvatel.

## Poloha a doprava
Abbiategrasso leží přibližně dvacet kilometrů jihozápadně od centra Milána. Kousek od východního okraje zástavby prochází kanál Naviglio Grande, který spojuje Milán s Ticinem. Samotný Ticin tvoří východní správní hranici města. 

## Dějiny
Obec zde byla už v dobách starověkého Říma.
V roce 1167 město dobyl Fridrich I. Barbarossa a v roce 1245 Fridrich II. Štaufský. Matteo I. Visconti zde 24. září 1313 porazil Guelfy.